# Taiga (Linnanmäki)
Taiga  (von russisch тайга ‚dichter, undurchdringlicher, oft sumpfiger Wald‘, womöglich auch mongolisch тайга ‚Bergwald‘) im Freizeitpark Linnanmäki (Helsinki, Uusimaa, Finnland) ist eine Launched-Stahlachterbahn vom Modell LSM Launch Coaster des Herstellers Intamin, die am 18. Juni 2019 eröffnet wurde. Zum Zeitpunkt ihrer Eröffnung war sie die schnellste, höchste und längste Achterbahn in Finnland.
Die 1104 m lange Strecke erreicht eine Höhe von 52 m und verfügt über eine 32 m hohe Abfahrt. Neben dem rollenden LSM-Abschuss, dem LSM-Boost und dem 52 m hohen Outside-Top-Hat verfügt die Strecke über vier Inversionen: einem Zero-g-Winder, einem Dive-Loop, einem Immelmann und einem Inline-Twist.

## Züge
Taiga besitzt zwei Züge mit jeweils vier Wagen. In jedem Wagen können vier Personen (zwei Reihen à zwei Personen) Platz nehmen.